# Laephotis malagasyensis
Laephotis malagasyensis és una espècie de ratpenat vespertiliònid del gènere Laephotis que viu a Madagascar. Fins ara només se l'ha observat a prop del Parc Nacional Isalo, al sud-oest de l'illa, on se l'ha pogut capturar en hàbitats riberencs. Després que el primer espècimen fos atrapat el 1967, fou classificat com a subespècie d'Eptesicus somalicus (actualment, Neoromicia somalica) el 1995. La captura de quatre exemplars més el 2002 i el 2003 conduí al seu reconeixement com a espècie distinta. Apareix com a «espècie amenaçada» a la Llista Vermella de la UICN a causa del seu petit àmbit de distribució i l'amenaça que representa la destrucció d'hàbitat.